# Puerto Deseado Aerodrome
Puerto Deseado Aerodrome är en flygplats i Argentina. Den ligger i den södra delen av landet, 1 600 km söder om huvudstaden Buenos Aires. Puerto Deseado Aerodrome ligger 81 meter över havet.
Terrängen runt Puerto Deseado Aerodrome är platt. Havet är nära Puerto Deseado Aerodrome åt sydost. Trakten är glest befolkad. Närmaste större samhälle är Puerto Deseado, 1,8 km söder om Puerto Deseado Aerodrome. 
Trakten runt Puerto Deseado Aerodrome består i huvudsak av gräsmarker.